# Nikita Lobintsev
Pour les articles homonymes, voir Nikita.
Nikita Konstantinovich Lobintsev (en russe : Никита Константинович Лобинцев), né le 21 novembre 1988 à Sverdlovsk, est un nageur russe de nage libre qui s’est illustré dans de nombreuses courses au niveau mondial, dont les Jeux olympiques de 2008.

## Palmarès

### Jeux olympiques
Nikita Lobintsev participe aux Jeux olympiques d'été de 2008 qui se tiennent à Pékin. Dans le relais 4 × 200 m nage libre, il termine 2e. Dans le 400 m nage libre, il termine avec le 4e temps des séries, mais en finale ne se classe que 8e. Enfin, dans le 1 500 m nage libre, il obtient le 31e temps des séries.
Aux Jeux olympiques de 2012 de Londres, Nikita Lobintsev décroche la médaille de bronze sur le relais 4 × 100 m nage libre avec ses coéquipiers Andreï Grechin, Danila Izotov et Vladimir Morozov dans un temps de 3 min 11 s 41, respectivement derrière la France et les États-Unis.
- Jeux olympiques de 2008 à Pékin (Chine) :
  -  Médaille d'argent sur 4 × 200 m nage libre
  - 8e sur 400 m nage libre
- Jeux olympiques de 2012 à Londres (Royaume-Uni) :
  - 8e sur 100 m nage libre
  -  Médaille de bronze sur 100 m nage libre

Il est suspendu des jeux olympiques de Rio en 2016 pour dopage.

### Championnats du monde
Grand bassin
- Championnats du monde 2009 à Rome (Italie) :
  -  Médaille d'argent au titre du relais 4 × 200 m nage libre
- Championnats du monde 2013 à Barcelone (Espagne) :
  -  Médaille de bronze au titre du relais 4 × 100 m nage libre
  -  Médaille d'argent au titre du relais 4 × 200 m nage libre
- Championnats du monde 2015 à Kazan (Russie) :
  -  Médaille d'argent au titre du relais 4 × 100 m nage libre.
- Championnats du monde 2017 à Budapest (Hongrie) :
  -  Médaille d'argent au titre du relais 4 × 200 m nage libre (participe uniquement aux séries).

Petit bassin
Nikita Lobintsev obtient cinq médailles à l'occasion des 10e championnats du monde en petit bassin qui se sont tenus à Dubaï en 2010 : une en or, trois en argent et une en bronze.
| Médaille | Compétition                                            | Épreuve              | Temps         | Lieu        | Date             |
| Or       | Championnats du monde de natation en petit bassin 2010 | 4 × 200 m nage libre | 6 min 49 s 04 | Dubaï (UAE) | 19 décembre 2010 |
| Argent   | Championnats du monde de natation en petit bassin 2010 | 400 m nage libre     | 3 min 37 s 84 | Dubaï (UAE) | 19 décembre 2010 |
| Argent   | Championnats du monde de natation en petit bassin 2010 | 4 × 100 m nage libre | 3 min 4 s 82  | Dubaï (UAE) | 19 décembre 2010 |
| Argent   | Championnats du monde de natation en petit bassin 2010 | 4 × 100 m 4 nages    | 3 min 21 s 61 | Dubaï (UAE) | 19 décembre 2010 |
| Bronze   | Championnats du monde de natation en petit bassin 2010 | 100 m nage libre     | 46 s 35       | Dubaï (UAE) | 19 décembre 2010 |

- Championnats du monde 2016 à Windsor (Canada) :
  -  Médaille d'or au titre du relais 4 × 50 m nage libre.
  -  Médaille d'or au titre du relais 4 × 100 m nage libre.

## Records

### Record du monde
Nikita Lobintsev établit, avec l’équipe de Russie, le record du monde du 4 × 200 m nage libre en petit bassin à l’occasion des 10e Championnats du monde en petit bassin qui se sont tenus à Dubai. L’équipe réalise un temps de 6 min 49 s 04, battant de près de 2 s le précédent record détenu par l’équipe du Canada en 6 min 51 s 05 établi le 7 août 2009 à Leeds. Elle était composée des nageurs suivants  : Nikita Lobintsev 1 min 42 s 10, Danila Izotov : 1 min 42 s 15, Evgeny Lagunov, 1 min 42 s 32, Alexander Sukhorukov, 1 min 42 s 47. Les deux premières équipes descendent sous les 6 min 50 s.
| 4 × 200 m nage libre | 6 min 49 s 04 | 10e Championnats du monde en petit bassin | Dubai (EAU) | 16 décembre 2010 |

### Record d'Europe
| 4 × 200 m nage libre | 6 min 59 s 15 | 13e Championnats du monde | Rome (ITA) | 31 juillet 2009 |

### Records des Championnats d'Europe
| 4 × 100 m nage libre | 3 min 12 s    | Championnats d'Europe | Budapest (HON) | 9 août 2010  |
| 4 × 200 m nage libre | 7 min 06 s 71 | Championnats d'Europe | Budapest (HON) | 14 août 2010 |

## Meilleurs temps personnels
Les meilleurs temps personnels établis par Nikita Lobintsev dans les différentes disciplines sont détaillés ci-après.
| Épreuve                   | Temps          | Compétition                                            | Lieu              | Date             |
| 50 m nage libre           | 22 s 64        | Championnats de Russie 2009                            | Saint-Pétersbourg | 8 février 2009   |
| 100 m nage libre          | 46 s 35        | Championnats du monde de natation en petit bassin 2010 | Dubai (UAE)       | 19 décembre 2010 |
| 200 m nage libre          | 1 min 41 s 52  | Championnats d'Europe de natation en petit bassin 2009 | Istanbul (TUR)    | 13 décembre 2009 |
| 400 m nage libre          | 3 min 35 s 75  | Championnats d'Europe de natation en petit bassin 2009 | Istanbul (TUR)    | 10 décembre 2009 |
| 800 m nage libre          | 7 min 45 s 64  | Championnats d'Europe de natation en petit bassin 2006 | Helsinki (FIN)    | 9 décembre 2006  |
| 1500 m nage libre         | 14 min 39 s 60 | Championnats d'Europe de natation en petit bassin 2006 | Helsinki (FIN)    | 9 décembre 2006  |
| 100 m nage libre (relais) | 45 s 79        | Championnats du monde de natation en petit bassin 2010 | Dubai (UAE)       | 15 décembre 2010 |
| 200 m nage libre (relais) | 1 min 47 s 71  | Championnats de Russie 2010                            | Saint-Pétersbourg | 8 février 2010   |

| Épreuve                   | Temps          | Compétition                            | Lieu                 | Date            |
| 50 m nage libre           | 23 s 05        | Meeting de natation "100 meilleurs"    | Lobnya               | 17 juillet 2010 |
| 100 m nage libre          | 48 s 38        | Jeux olympiques de 2012                | Londres (G-B)        | 31 juillet 2012 |
| 200 m nage libre          | 1 min 45 s 10  | Championnats du monde de natation 2009 | Rome (ITA)           | 31 juillet 2009 |
| 400 m nage libre          | 3 min 43 s 45  | Jeux olympiques d'été de 2008          | Beijing (CHN)        | 9 août 2008     |
| 800 m nage libre          | 7 min 53 s 30  | Russian Championships                  | Saint-Pétersbourg    | 19 février 2008 |
| 1500 m nage libre         | 15 min 00 s 73 | Championnats d'Europe de natation 2008 | Eindhoven (Pays-Bas) | 22 mars 2008    |
| 200 m papillon            | 2 min 05 s 96  | Meeting de natation                    | Ljubljana (SLO)      | 10 mai 2008     |
| 200 m 4 nages             | 2 min 25 s 18  | Meeting de natation "100 meilleurs"    | Lobnya               | 17 juillet 2010 |
| 100 m nage libre (relais) | 47 s 98        | Championnats d'Europe de natation 2010 | Budapest (HON)       | 9 août 2010     |
| 200 m nage libre (relais) | 1 min 46 s 84  | Jeux olympiques d'été de 2008          | Beijing (CHN)        | 12 août 2008    |